# محافظة المحرق
محافظة المحرق هي محافظة من محافظات مملكة البحرين الأربع، وتُعد ثاني أصغر محافظة بعد العاصمة، بالرغم من أنها أهم محافظة سكانية وتاريخية في المملكة. تقعُ المحافظة إلى شمال شرق محافظة العاصمة، وهي المحافظة الوحيدة التي تلتصق بها، وفعليًا هي لا تلتصق بها لكن لأن المحافظة تشمل جزيرة المحرق فهي تتصل بالعاصمة بالجسور، وهي جسور الشيخ حمد والشيخ عيسى بن سلمان والشيخ خليفة بن سلمان.
تُعدُّ المحرق من أهم المحافظات البحرينيَّة من حيث السكن والسياحة والتاريخ، ويُوجد بها مطار البحرين الدولي (المطار الوحيد في البحرين)، وأيضًا تُوجد بها مواقع أثرية وتاريخية في مختلف قراها ومدنها. سلمان بن عيسى بن هندي هو محافظ محافظة المحرق، ونائبه هو سلطان بن علي السليطي.

## التسمية
اختلفت الروايات في أصل تسمية المحرق بهذا الاسم، فمن المؤرخين من قال أنها سُميت هكذا لأن سكانها في الزمان الجاهلي كانوا يحرقون موتاهم. أما الكاتب جواد علي فذكر أن جانبًا من وصف المحرق مقرونٌ باسم امرؤ القيس الذي كان يُوصف بالمحرق، ويقول حولَ هذا الموضوع:
وتنقل المصادر التاريخية القديمة أن كلمة سماهيج كانت تطلق على جزيرة المحرق، وقد جاءت في الخرائط التي تعود لسنة 1765م إشارات إلى منطقة سماهيج وهي المحرق حاليًا، حيث كان اسم المنطقة أرادوس ومن ثم سماهيج حتى استقر على الاسم الحاليّ: المحرق.

## التاريخ

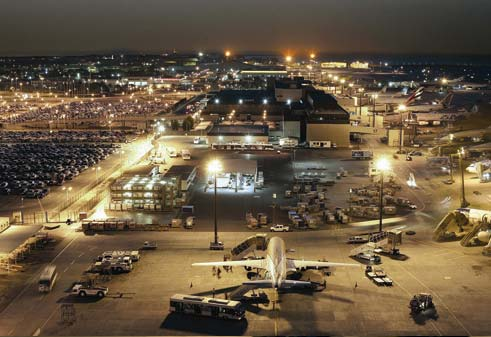
مطار البحرين الدولي.

يَعود تاريخ جزيرة المحرق - والتي تُعد مركز المحافظة - إلى القرن الأول الميلادي، حيث كان الأغريق يُسمُّون البحرين تايلوس بعدَ أن قدم القائد اليوناني «نيرخوس» لاكتشافها، تنفيذًا لأمر الإسكندر الأكبر. وكانت تايلوس مركز تجارة اللؤلؤ في المنطقة، في حين سُمِّيَت جزيرة البحرين باسم «تايلوس»، سميت جزيرة المحرق باسم «أرادوس». ويُستخدم هذا الاسم اليوم للإشارة إلى قرية عراد.

### التأسيس
سيطرَ آل خليفة على البحرين في عام 1783م على يد الشيخ أحمد الفاتح، وفي عام 1796م توفي الشيخ أحمد، وانتقل بعدها آل خليفة من الزبارة إلى البحرين، فسكن الشيخ سلمان بن أحمد الرفاع والشيخ عبد الله بن أحمد المحرق، ومن هنا فقد اتخذت البحرين مركزًا سياسيًا لحُكمهم، وبناءً على ثنائية الحكم أصبحت المدينتان مقرَّين للحكم والسلطة السياسية، وبالتالي فيُمكن اعتبار عام 1796م هو بداية تأسيس المحرق كمدينة ومركز للسلطة السياسية على يد الشيخ عبد الله بن أحمد آل خليفة. وبعدَ هذا التاريخ شهدت منطقة الخليج عددًا من الصراعات التي انتهت في عام 1810م بمعركة خكيكرة، إذ أنها معركة وقعت أمام «الخوير» وهو موضع على ساحل دولة قطر، وقد كان النصر فيها لآل خليفة.
بعدَ استتباب الأمن والاستقرار في المنكقة عادَ آل خليفة ثانية إلى المحرق من الزبارة، وهذا يُعتَبر الإعلان التاريخيَّ عن تأسيس مدينة المحرق في شكل عمراني متكامل، وسكنها آنذاك الشيخ عبد الله بن أحمد وبنى بها قلعة في جنوب المحرق سُمِّيَت بـ«قلعة بو ماهر». ومنذ ذلك الحين أخذت مدينة المحرق تكتسب أهميتها الحضارية على الخريطة العمرانية لجزر البحرين، وسُرعان ما أصبحت هي عاصمة الجزر ومركزها السياسي والعمراني. فقد أخذت المحرق تكتسب أهمية سياسية أكبر، وجذبت الكثير من القبائل لاستيطانها مما ساعدَ على ازدهارها، وصارت مصدر جذب لاستيطان القبائل العربية وتجَّار اللؤلؤ، ويَعود ذلك إلى أهميتها الاقتصادية، إذ أصبحت مركزًا مهمًا وهدفًا بحريًا لتجارة البلاد الشرقية القريبة.
من الجدير بالذكر أن استيطان المحرق كان يَتمُّ على شكل مجموعات أو مستقرات قبلية في شكل أحياء تعرف محلياً باسم «الفريق» أو باللهجة الدارجة «الفريج»، واكتسبَ كل فريق سكنيٍّ تسميته من اسم القبيلة التي تسكنه، ومن الأحياء أو الفرجان المعروفة آنذاك في المحرق: أصحابُ الحرف مثل «حياكين» و«بنائين» و«صاغة» و«بن هندي» و«أبو ماهر» و«البن علي» وغيرها، فقد كان غالبية السكان من القبائل العربية إضافة إلى الهولة أو (الحولة) وهم العرب الذين نزحوا واستقروا في الساحل الشرقيِّ للخليج جنوب إيران، أما الباقي فهُمُ السكان الأصليُّون، لذلك فقد اكتسبت أحياؤهم تسميتها من الحِرَف نفسها أو اسم القبيلة أو اسم المكان.

### تحويل المدينة إلى محافظة

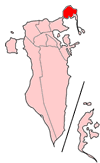
خريطة تُظهِرُ منطقة المحرق منفصلة عن الحدِّ في التقسيم الإداريّ القديم.

جُعِلَتُ المحرقُ محافظة من محافظات البحرين الخمس سنة 2002 لانعزالها وحجمها الذي يَسمح بأن تكون محافظة مستقلة، حيث كانت منطقة من مناطق محافظة البحرين في التقسيم الإداري القديم للبلاد، وكانت مساحتها آنذاك (قبل أن تُصبح محافظة) موزعة على منطقتين هُما «الحد» و«المحرق» اللتين كانتا واحدتين من مناطق البلاد الإثني عشر القديمة، ثم دُمجت المنطقتان ليُصبحا محافظة المحرق في 2002.

## الجغرافيا
تشمل محافظة المحرق جزيرة المحرق وجزر أمواج وجزر ديار المحرق. تبلغ مساحة المحافظة 56.13 كم²، وبهذا فإن مساحة المحافظة تُمثل نسبة 7% من مساحة البحرين الكلية. كانت مساحة محافظة المحرق في عام 1955 لا تزيد عن 13 كم²، لكنها ازدادت منذ ذلك الوقت إلى ما هي عليه الآن عن طريق ردم البحر، أي أن مساحتها ازدادت 43 كم² خلال 60 سنة. وما تزال هذه المساحة تتغيَّر لأن المزيد من المشاريع السكنيَّة الجديدة تُقام باستمرار، وسيَستلزم ذلك ردم مساحات كبيرة لإقامة المشاريع، وبهذا ستزيد مساحة الجزيرة. يُعد سطح جزيرة المحرق سهليًا بشكل كامل كالمحافظات الأخرى باستثناء الجنوبية.

### المناخ
البحرين بلد صغير جدًا، لذا فإن إن المناخ لا يَختلف من منطقة إلى أخرى، وبذلك فإن المناخ في المحافظة مناخ صحراوي حارّ.
| البيانات المناخية لـ{{{location}}} | البيانات المناخية لـ{{{location}}} | البيانات المناخية لـ{{{location}}} | البيانات المناخية لـ{{{location}}} | البيانات المناخية لـ{{{location}}} | البيانات المناخية لـ{{{location}}} | البيانات المناخية لـ{{{location}}} | البيانات المناخية لـ{{{location}}} | البيانات المناخية لـ{{{location}}} | البيانات المناخية لـ{{{location}}} | البيانات المناخية لـ{{{location}}} | البيانات المناخية لـ{{{location}}} | البيانات المناخية لـ{{{location}}} | البيانات المناخية لـ{{{location}}} |
| الشهر                              | يناير                              | فبراير                             | مارس                               | أبريل                              | مايو                               | يونيو                              | يوليو                              | أغسطس                              | سبتمبر                             | أكتوبر                             | نوفمبر                             | ديسمبر                             | المعدل السنوي                      |
| ---------------------------------- | ---------------------------------- | ---------------------------------- | ---------------------------------- | ---------------------------------- | ---------------------------------- | ---------------------------------- | ---------------------------------- | ---------------------------------- | ---------------------------------- | ---------------------------------- | ---------------------------------- | ---------------------------------- | ---------------------------------- |
| متوسط درجة الحرارة الكبرى °ف       | 68.0                               | 70.2                               | 76.5                               | 84.6                               | 93.4                               | 97.5                               | 100.2                              | 100.4                              | 97.7                               | 91.6                               | 82.0                               | 72.1                               | 86.2                               |
| متوسط درجة الحرارة الصغرى °ف       | 50.2                               | 58.8                               | 64.0                               | 70.7                               | 78.8                               | 83.8                               | 86.7                               | 86.9                               | 83.5                               | 77.9                               | 70.2                               | 61.2                               | 72.7                               |
| معدل هطول الأمطار إنش              | 0.57                               | 0.63                               | 0.55                               | 0.39                               | 0.04                               | 0                                  | 0                                  | 0                                  | 0                                  | 0.02                               | 0.15                               | 0.43                               | 2.78                               |
| متوسط درجة الحرارة الكبرى °م       | 20.0                               | 21.2                               | 24.7                               | 29.2                               | 34.1                               | 36.4                               | 37.9                               | 38.0                               | 36.5                               | 33.1                               | 27.8                               | 22.3                               | 30.1                               |
| متوسط درجة الحرارة الصغرى °م       | 10.1                               | 14.9                               | 17.8                               | 21.5                               | 26.0                               | 28.8                               | 30.4                               | 30.5                               | 28.6                               | 25.5                               | 21.2                               | 16.2                               | 22.6                               |
| معدل هطول الأمطار مم               | 14.6                               | 16.0                               | 13.9                               | 10.0                               | 1.1                                | 0                                  | 0                                  | 0                                  | 0                                  | 0.5                                | 3.8                                | 10.9                               | 70.8                               |
| المصدر:                            |                                    |                                    |                                    |                                    |                                    |                                    |                                    |                                    |                                    |                                    |                                    |                                    |                                    |

### الموقع
تشمل المحافظة مناطق جزيرة المحرق وجزر أمواج وجزيرة الحالتين، وهيَ تقع إلى شمال شرق محافظة العاصمة أو بالأحرى شمال شرق جزيرة البحرين الأم. وإحداثيَّات موقعها هيَ 26° 15′ 0″ شرقًا، و 50° 37′ 0″ شمالاً.

## السكان
يَبلغ عدد سكان المُحافظة 103,576 نسمة، أكثرُ من ثلاثة أرباعهم من مدينة المحرق، إذ يُمثل سكانها البالغ عددهم 91,307 نسمة نسبة 88% من سكان المحافظة بأكملها، ويُتوقَّع أن يَرتفع عدد سكان المُحافظة بحلول عام 2015 ليَبلغ حوالي 193,000 نسمة. تَبلغ نسبة سكان المحافظة من سكان البحرين حوالي 16%. وتبلغ الكثافة السكانية في محافظة المحرق 1.75 نسمة في الكيلومتر المربع. وكل هذه المعلومات تستندُ إلى إحصائية 7 أبريل 2001.
أغلبُ السكان مسلمون، وينسقم هؤلاء بين المذهبين الشيعيِّ (الذي يتركز في مدن الدير وسماهيج وفي منطقة في عراد تُسمى «عراد القديمة») والسني (الذي يَتركز في بقية المناطق). أما في جزر أمواج فينعدم وُجود السكان البحرينيين، حيث أن غالبية الأهالي هُم من الأجانب سواء من الخليج أو من دول غربية.

## التقسيم الإداري
تحوي المحافظة 8 دوائر انتخابيَّة فيها 66 مجمَّعًا سكنيًّا. تنحصر الدائرة الأولى في قرية البسيتين التي تضمُّ 5 مجمَّعات سكنية، بينما تنحصر الدائرة الثانية في جزء صغير من المحرق بحي «بن هندي» وفيها 6 مجمعات، أما الدائرة الثالثة - وهيَ أصغرُ الدوائر الثمانية - فتَأخذُ مساحة صغيرة جدًا من مدينة المحرق تُعرف بـ«حيّ ستيشن» وفيها أربع مجمعات سكنية. تضمُّ الدائرة الرابعة ثلاثة أرباع مدينة المحرق وقلالي وجزر أمواج، وفيها 14 مجمعًا سكنيًا، فيما تنحصر الدائرة الخامسة في حالة «بوماهر» وفيها 5 مجمعات، وأما الدائرة السادسة فتشملُ منطقتي الدير وسماهيج وفيها 6 مجمعات، وتشمل الدائرة السابعة مناطق عراد والحالتين وفيها 9 مجمعات. وأخيرًا تضمُّ الدائرة الثامنة مدينة الحدّ بأكملها، وبذلك فهي تشملُ 18 مجمعًا سكنيًا.

### المدن
- مدينة المحرق: وهي مركز محافظة المحرق وإحدى أقدم مدن المملكة، حيث كانت ولا زالت تضم معظم سكان المحافظة.
- الحد: ثاني أكبر منطقة في المحافظة، وهي مدينة صغيرة لكن الأراضي الصناعية والموانئ التي ردُمت أجزاءٌ من البحر لإقامتها جعلتها كبيرة.

### الجزر

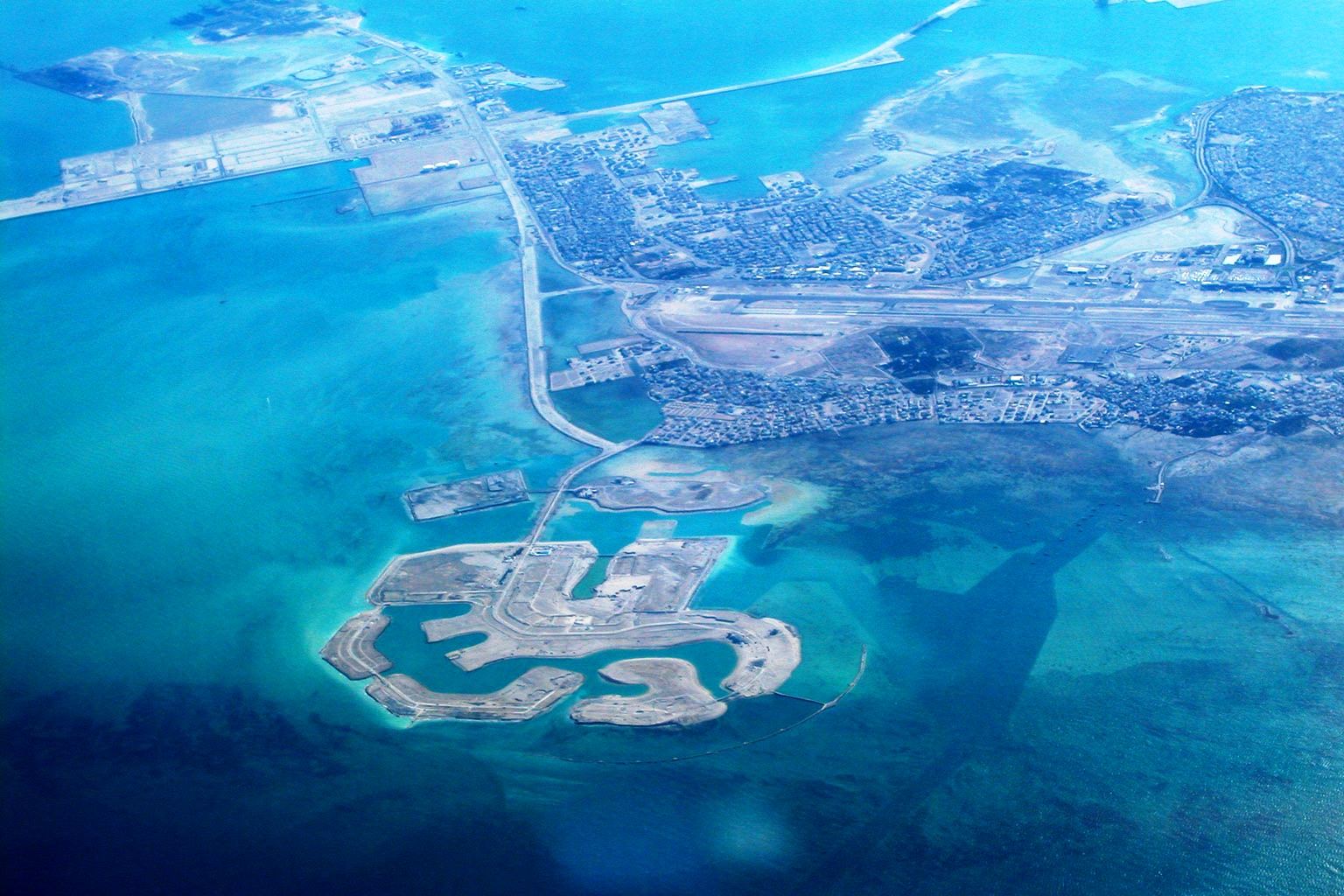
صورة جزر أمواج من الجو.

- جزر أمواج: هي جزر صناعية بُنيت حديثاً عن طريق ردم البحر، وبها 6 جزر تُعد مناطق جزر أمواج، وهيَ: تالا والنجمة والخور ومرجان وأصداف والجود.[14]
- حالة النعيم: قرية تقع جنوب عراد وتتبعُها، وهي أصغر قرية في المحافظة إلى جانب جارتها السلطة.
- حالة السلطة: قرية صغيرة ملتصقة بحالة النعيم، وهي تعد مع تلك أصغر قرية في المحافظة.
- حالة بو ماهر: حي يقع جنوب مدينة المحرق وتتبعُها، يوجد به قلعة بوماهر وأيضاً بها نادي يحمل اسم الحالة، كانت الحالة في السابق جزيرة منفصلة ثم التصقت بالمحرق وأصبحت من أحد أحيائها.

### القرى
- البسيتين: قرية تقع في شمال غربي محافظة.
- سماهيج: قرية تقع في شمال المحافظة.
- الدير: قرية تقع أيضًا في الشمال قرب سماهيج.
- عراد: أكبر قرية حيويَّة في المحافظة، تقع جنوب مدينة المحرق.
- قلالي: قرية تقع بالقرب من منطقة الحد في شرق المحافظة.

## الاقتصاد والصناعة

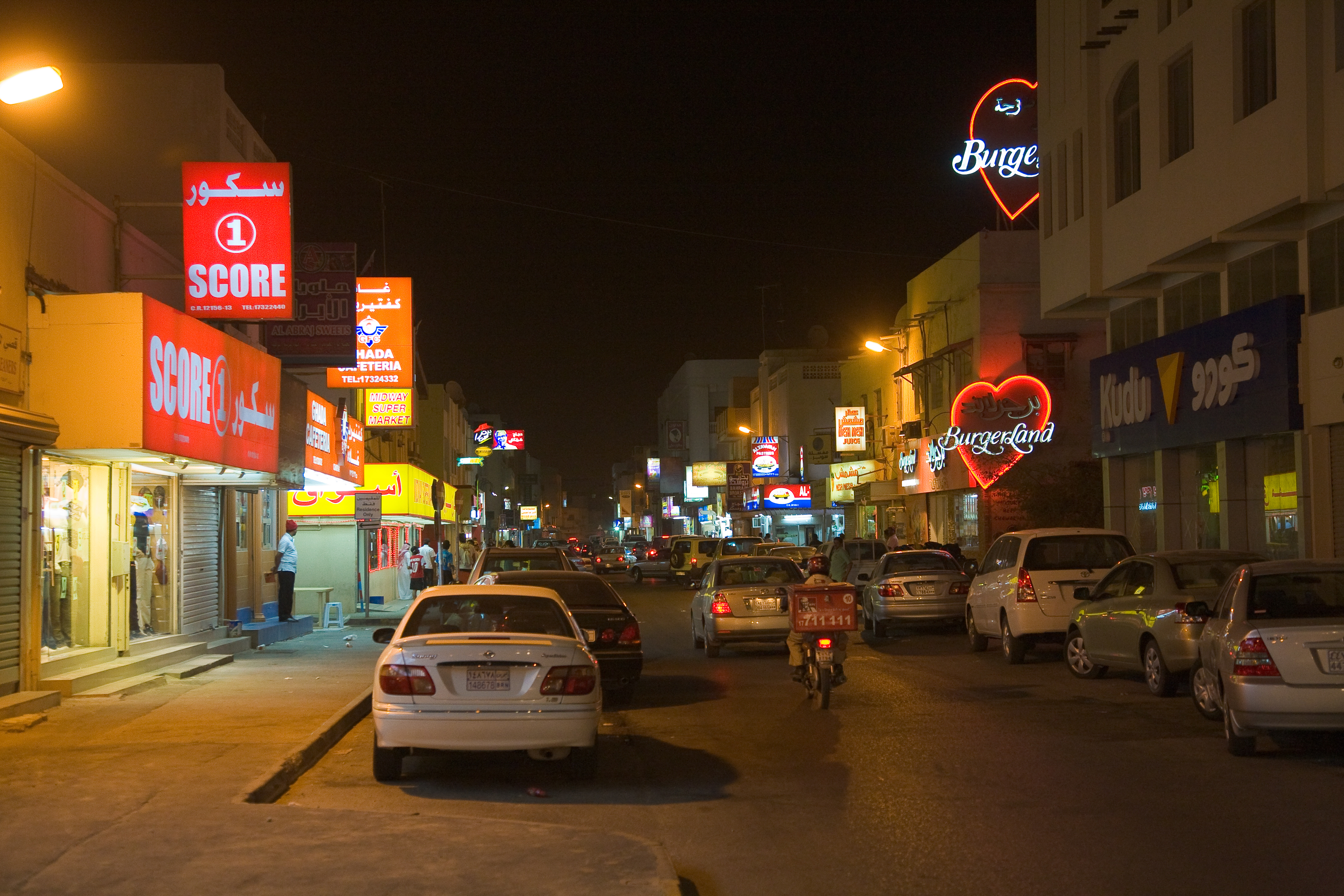
انتشار المحلات التجارية في (شارع المطاعم) في مدينة المحرق.

كان الاقتصاد في المحرق - بخلاف مدن المحافظات الأخرى التي اعتمدت على الزراعة - يَقتصر على التجارة في اللؤلؤ وصيد السمك، وأما عن الزراعة فلم تكن تأخذ سوى مساحة صغيرة في الدير ومنطقة عراد القديمة. وأمَّا اليوم فإن المحالَّ التجارية تنتشر في المحافظة، إذ يَعتمد الاقتصاد فيها على التجارة.
كانت الصناعة التقليدية في المحرق فيما مضى هي صناعة السفن ونماذجها، بالإضافة إلى صناعة السلال والأدوات عن طريق خوص النخيل. تُعد منطقة الحد الصناعية أو ما يُسمَّى أيضًا مدينة البحرين الصناعية مركز الصناعة في محافظة المحرق، وهي تتميَّز ببُعدها عن المناطق السكنية، حيثُ أنها تقع في جنوب الحد، وقد ردمت بسبب ذلك الكثير من المساحات البحرية لإقامة هذه المنطقة فوقها، وهوَ ما أدَّى - بطبيعة الحال - إلى ازدياد مساحة المحافظة بدورها، ولم تنته عمليَّات الردم هذه بعد. يَقع في مدينة البحرين الصناعية ميناء خليفة بن سلمان، وهو من أهم موانئ البحرين ومركز رئيسي للملاحة في الخليج العربيّ، كما تقع فيها مؤسسة «أسري» أو «الحوض الجاف» لإصلاح السفن العملاقة ومصنع للإسمنت ومحطَّتا كهرباء وتحلية وشركات ومصانع عديدة أخرى.

## الخدمات

### الصحة
یُوجد في محافظة المحرق مستشفى خاص واحد بالإضافة إلى «مستشفى المحرق للولادة والمسنین»، حیث یبلغ عدد الأسرَّة الحالیة في المحافظة حوالي 191 سریرًا في كلا القطاعين الخاصّ والعام، ونظرًا إلى أن عدد الأسرة المطلوبة بحسب المعايير الرسمية يَبلغ 579 سریرًا لكل 100,000 نسمة ومعَ أخذ عدد سكان المُحافظة بالحسبان، یكون العدد المَطلوبُ المتُبقي ھو 388 سریرًا، ولتغطية هذا النقص فقد بُنيَ مستشفى الملك حمد العام والذي يَبلغ عدد الأسرّة فيه 312 سریرًا.
تحتوي محافظة المحرق 8 مؤسسات صحية تتوزع فيها على مدنها وقراها، وتحوز المحافظة المركز الثاني على مستوى البحرين في عدد مثل هذه المؤسسات، وهذا يَعود إلى الكثافة السكانية الكبيرة فيها. والمؤسسات الثمانية الموجودة في محافظة المحرق هيَ:
- مركز بنك البحرين الوطني بالدير: مركز صحي يقع في الدير.
- مركز بنك البحرين الوطني بعراد: مركز صحي يقع في عراد.
- مستشفى المحرق للولادة: مستشفى حكومي يقع بالقرب من سماهيج.
- وحدة رعاية المسنين: مسشفى حكومي يقع في المحرق.
- مركز المحرق الصحي: مركز صحي يقع في المحرق.
- مستشفى الهلال: مستشفى خاص يقع في المحرق وبه 50 سريرًا.[21]
- مركز الشيخ سلمان الصحي: مركز صحي يقع في المحرق.
- مستشفى الملك حمد: مستشفى حكومي يقع بالمحرق وبه 312 سريرًا.[22]

### التعليم
لا تتعدى نسبة الأمية في المحافظة 2.5%، إذ لا تُوجد أي منطقة في البحرين تزيد فيها نسبة الأميَّة عن ذلك. لا تُوجد بالمحرق أي جامعة نظرًا إلى صغر المساحة وقلة الأراضي وتمركز جامعات البلاد في المحافظة الجنوبية، لكن مع ذلك فإن المدارس الحكومية تنتشر فيها للبنات والبنين وفي مختلف المراحل التعليمية.

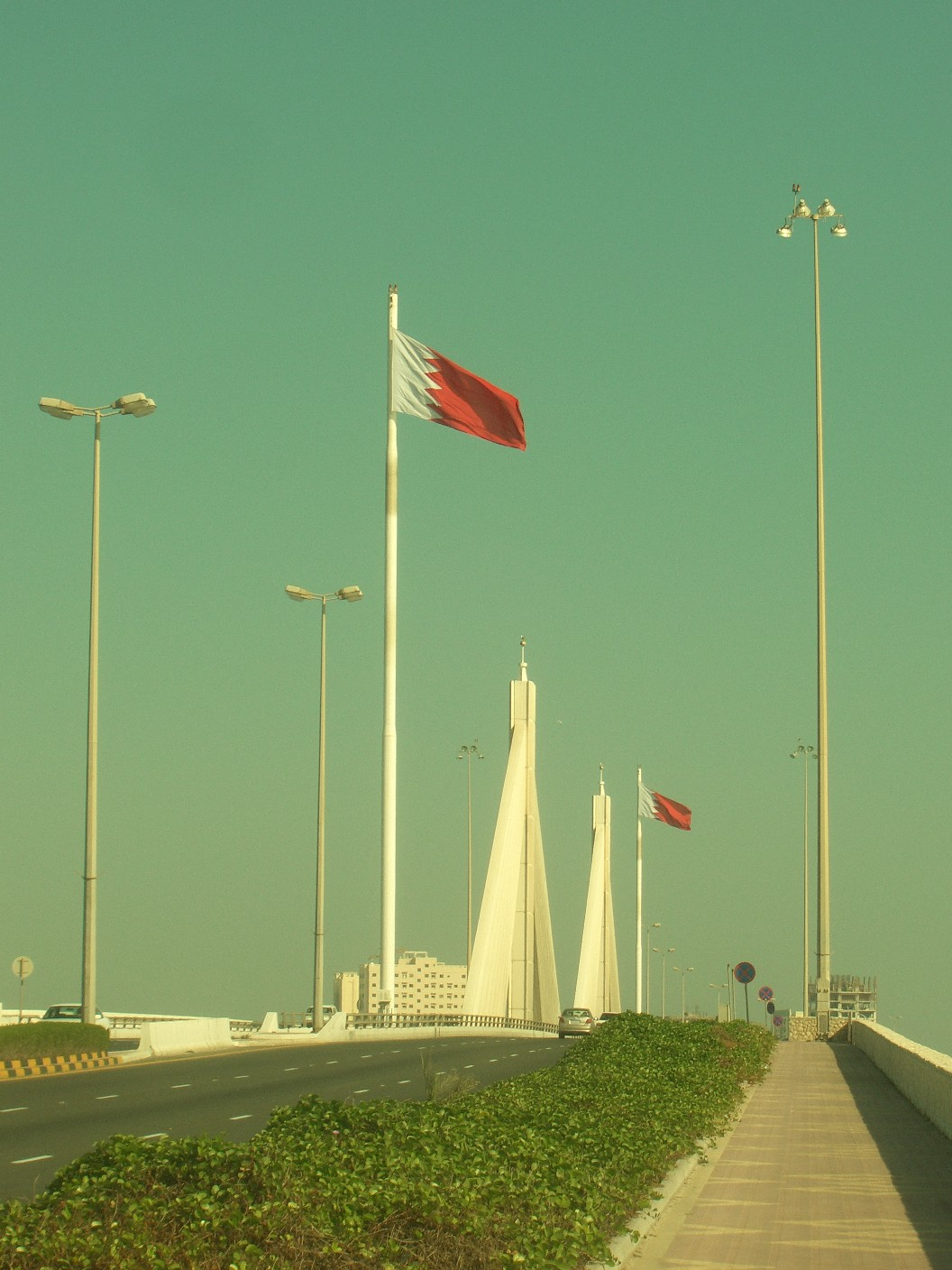
جسر الشيخ عيسى.

إن المحرق هي أساس التعليم في البحرين حيثُ بُنيَت بها أول مدرسة للبنين في البحرين، وهي مدرسة الهداية الخليفية عام 1919، وتبعتها أول مدرسة للبنات في عام 1928 وهي مدرسة خديجة بنت خويلد.

### الطرق والمواصلات
تَنتشر في المحافظة شبكة من الطرق والشوارع البرية أهمًّها «شارع خليفة الكبير» و«شارع المطار»، كما تُعد الأرصفة أهم المعابر للمشاة فيها بالإضافة إلى الجسور العلوية للمشاة التي تُسمَّى الكوبري، والتي يُؤيُّد المُحافظ أهميتها. أما عن الاتصال بجزيرة البحرين فقد أنشئت 3 جسور تصل بمحافظة العاصمة بمحافظة المحرق، وهي جسر الشيخ حمد بداية، وهوَ أوَّل جسر يَصل الجزيرتين أنشأه أمير البحرين آنذاك حمد بن عيسى بن علي آل خليفة في عام 1941، وهوَ يصل المحرق بالمنطقة الدبلوماسية. ثم بعد ازدياد أعداد السيارات وعربات النق والضغط على هذا الجسر أنشأ عيسى بن سلمان آل خليفة في عام 1997 جسر الشيخ عيسى بن سلمان بالقُرب منه، وهو يَصل - كالأوَّل - المحرق بالمنطقة الدبلوماسية. ثم جاءَ في النهاية جسر الشيخ خليفة بن سلمان الذي وَضَعَ حجر أساسه رئيس الوزراء الحالي خليفة بن سلمان آل خليفة، وهُوَ يَصل الحد بالجفير.

## معالم المحرق
| بيت سيادي بيتٌ تاريخيٌّ يَقع في المحرق بالقرب من بيت الشيخ عيسى بن علي، كان لعائلة ثرية مُتاجرة في اللؤلؤ المحليّ، وهو مثال جيّد على العمارة المحلية التقليدية والتصميم الداخلي الذين يَعود تاريخهما إلى القرن التاسع عشر. |
| بيت الشيخ عيسى بن علي يَقعُ بيت الشيخ عيسى بن علي آل خليفة في وسط المحرق. وكان قد بَناهُ الشيخ حسن بن عبد الله بن أحمد الفاتح في نهاية القرن الثامن عشر خلال فترة حُكم والده الشيخ عبد الله بن أحمد آل خليفة. ويَتميَّز البيت بجدرانه الضخمة والأبواب الصغيرة المُصمَّمَة لحمايتها من الحرارة في الصيف والبرد القارس في الشتاء. |
| قلعة عراد قلعة تقع في أقصى غرب عراد وتُعد من المعالم التاريخية بالمدينة. بُنيَت قلعة عراد في نمط نموذجيٍّ من الحصون الإسلامية خلال القرن الخامس عشر، وكان ذلك قبل الغزو البرتغالي للبحرين عام 1622 ميلادي. هذه القلعة هي واحدة من الحصون الدفاعية المدمجة في البحرين، وشكلها مربَّع. |
| دوحة عراد هي بحيرة تفصل المحرق عن عراد، وتتبع قرية عراد. تحتوي الواحة مضمارًا للمشيِ بطُول 3,300 متر وبعرض 3 أمتار، وتحتوي أيضًا مسطحات خضراء ونخيلاً وأشجارًا وألعابًا للأطفال وكراسي مظللة حول البحيرة، بالإضافة إلى نافورة كبيرة وساحة رئيسية ونوافير وشلالات صغير وعيادة فحص للضغط والسكري وسيارة إسعاف ومطاعم ومقاه ومحلات للتسوق ومصلى رجال وآخر للنساء ودورات مياه ومواقف سيارات تتسع لـ600 سيارة مقسَّمة على موقفين أحدهما يقع غرب الدوحة والآخر يقع شرقها. |
| قلعة بوماهر قلعة تقع في جنوب حالة بوماهر. |

## الرياضة
تُوجد في محافظة المحرق 5 نوادي كرة قدم أساسية حالية، وقد كانت تضمُّ نوادٍ كثيرة فيما مضى حتى اندمجت هذه مع الفرق الأخرى، والنوادي الخمسة هيَ:نادي المحرق (وهو أول نادي تأسس في الخليج العربي، وكان ذلك عامَ 1928) يَتبعه نادي الحد (الذي تأسَّسَ عامَ 1945) ونادي البسيتين (الذي تأسسس في العام ذاته) ثمَّ نادي الحالة (الذي تأسس عامَ 1955) ونادي قلالي (الذي تأسس عامَ 1957) وأخيرًا نادي البحرين مُمثل المحرق.
في المحافظة ستاد رسمي واحدٌ فقط هو ستاد المحرق، وهوَ يُعد الملعب الرسمي في المُحافظة ويَقَعُ في عراد، وبالإضافة إليه توُجد ملاعب فرعية خاصة بالنوادي في أنحاء مُختلفة من المحرق.

## طالع أيضًا
- جزيرة المحرق.
- مدينة المحرق.